# ホセ・サンタ
ホセ・サンタ（José Fernando Santa Robledo、1970年9月12日 - ）は、コロンビアの元サッカー選手。元コロンビア代表。ポジションはディフェンダー。

## 来歴
1995年2月に親善試合でコロンビア代表デビュー。コパ・アメリカ1995では5試合に出場、3位となった。1998 FIFAワールドカップのメンバーにも選ばれ、2試合に出場した。コロンビア代表で通算27試合に出場した。

## 代表歴

### 出場大会
- コロンビア代表
  - 1998 FIFAワールドカップ

### 試合数
- 国際Aマッチ 27試合 0得点（1995年-1998年）[1]

| コロンビア代表 | 国際Aマッチ | 国際Aマッチ |
| 年             | 出場        | 得点        |
| -------------- | ----------- | ----------- |
| 1995           | 11          | 0           |
| 1996           | 1           | 0           |
| 1997           | 7           | 0           |
| 1998           | 8           | 0           |
| 通算           | 27          | 0           |